# Incaspis simonsii
Incaspis simonsii — вид змій родини полозових (Colubridae). Мешкає в Південній Америці.

## Поширення і екологія
Incaspis simonsii мешкають у високогір'ях Анд на півдні Еквадору, в Перу та на півночі Чилі. Вони живуть в сухих чагарникових заростях та в тріщинах серед скель на пустельних схилах, трапляються на полях. Зустрічаються на висоті від 1800 до 4700 м над рівнем моря.